# ميمس
ميمس هي بلدة لبنانية تقع في قضاء حاصبيا أحد أقضية محافظة النبطية إحدى محافظات لبنان الثمانية التي يتشكل منها لبنان الإداري. تقع ميمس إلى الشمال الشرقي من بلدة حاصبيا في الجنوب وهي من القرى الواقعة على السفوح الغربية لجبل حرمون تحيطها أشجار الصنوبر والسنديان والزيتون.
تبعد ميمس 120 كلم (74.568 ميل) عن بيروت عاصمة لبنان. سكانهم بنو التيم بطن من الحجر. ترتفع 650م (2624.8 قدم - 874.88 ياردة) عن سطح البحر وتمتد على مساحة 1535 هكتاراً (15.35 كلم²- 5.9251 ميل²).
كانت سابقاً مقسمة إلى حارتين، الغربية وتدعى «البيثنية»، والشرقية وتدعى «الضيعة». يبلغ عدد السكّان المسجّلين في ميمس 1310 نسمة. في انتخابات عام ألفين وأربعة، كان في ميمس 2597 منتخب مسجل ومنهم 1412 منتخب فعليّ. يوجد في البلدة مجلس بلدي أنشئ عام 1962.
ورد في معجم أسماء المدن والقرى بأن كلمات Mi Misa معناها المهرج والمشعوذ. وأكثر ما يرجحه الباحثون هو الأصل الإغريقي Messa ومعناها الوسط حيث الأقرب للحقيقة لوقوعها في وسط القرى المجاورة.
تتوسط ميمس قرى الجوار المحيطة بها من عين قنية، شويا، الكفير، الخلوات، مرج الزهور. تصل إليها جنوباً عبر طريق مرجعيون - حاصبيا - ميمس، ومن البقاع عبر طريق المصنع - ظهر الأحمر - مرج الزهور - ميمس.